# Distància d'un punt a una recta
En geometria euclidiana, la distància d'un punt a una recta és la menor distància entre aquest punt i un punt de la recta. Sigui {\displaystyle P\,} un punt, {\displaystyle r\,} una recta i {\displaystyle A\,} un punt d'aquesta recta:

{\displaystyle d(P,r)=\min _{A\in r}\|P-A\|}

Cal distingir entre la distància entre un punt i una recta a {\displaystyle \mathbb {R} ^{2}} i {\displaystyle \mathbb {R} ^{3}}.

## Dues dimensions
Suposem que volem trobar la distància entre un punt {\displaystyle P=(p_{1},p_{2})\,} i una recta de la forma {\displaystyle r:\,Ax+By+C=0\,}. Llavors, la fórmula que permet obtenir-la és:

{\displaystyle d(P,r)={\frac {|Ap_{1}+Bp_{2}+C|}{\sqrt {A^{2}+B^{2}}}}}

### Demostració

Esquema on es veu una recta, un punt qualsevol de la recta, el punt utilitzat i la seva projecció sobre la recta.

Per la demostració utilitzarem el punt {\displaystyle \,Q=(q_{1},q_{2})\in r} (pertany a {\displaystyle \,r}) i el vector normal {\displaystyle {\vec {n}}=(A,B)\perp r}.
Per la definició de producte escalar, tenim que:

{\displaystyle {\vec {n}}\cdot {\vec {PQ}}=\|{\vec {n}}\|\cdot \|{\vec {PQ}}\|\cdot \cos \alpha }

I la distància compleix, com deduïm a partir de la figura, la següent relació:

{\displaystyle d(P,r)=\|{\vec {PQ}}\|\cdot |\cos \alpha |={\frac {|{\vec {n}}\cdot {\vec {PQ}}|}{\parallel {\vec {n}}\parallel }}}

Aquesta expressió pot ser molt simplificada de la següent manera: el vector {\displaystyle {\vec {PQ}}=(q_{1}-p_{1},q_{2}-p_{2})}, el vector normal és {\displaystyle {\vec {n}}=(A,B)} i el mòdul del vector normal {\displaystyle \parallel {\vec {n}}\parallel ={\sqrt {A^{2}+B^{2}}}}. Si substituïm tot això a l'equació anterior obtenim:

{\displaystyle d(P,r)={\frac {|{\vec {n}}\cdot {\vec {PQ}}|}{\parallel {\vec {n}}\parallel }}={\frac {|Ap_{1}+Bp_{2}-(Aq_{1}+Bq_{2})|}{\sqrt {A^{2}+B^{2}}}}}

Donat que el punt {\displaystyle \,Q} pertany a la recta, tenim que:

{\displaystyle \,Aq_{1}+Bq_{2}+C=0\rightarrow -(Aq_{1}+Bq_{2})=C}

I per tant:

{\displaystyle d(P,r)={\frac {|Ap_{1}+Bp_{2}+C|}{\sqrt {A^{2}+B^{2}}}}}

### Exemple
Si tenim la recta {\displaystyle \,r:x-2y-3=0} i volem saber a quina distància es troba el punt {\displaystyle \,P=(2,3)}, haurem d'utilitzar la fórmula de la següent manera:

{\displaystyle d(P,r)={\frac {|2-6-3|}{\sqrt {1^{2}+2^{2}}}}={\frac {7{\sqrt {5}}}{5}}}

## Tres dimensions

Esquema on es veu una recta, un punt qualsevol de la recta, el punt utilitzat, la seva projecció sobre la recta, i l'angle que formen el vector i.

Suposem que volem trobar la distància entre un punt {\displaystyle \,P} i una recta {\displaystyle \,r}. La recta ve definida per un punt que està contingut i un vector que en marca la direcció. Anomenarem {\displaystyle \,Q} a aquest punt i {\displaystyle {\vec {u}}} a aquest vector. Llavors, la distància entre la recta i el punt ve donada per:

{\displaystyle d(P,r)={\frac {\|{\vec {u}}\times {\vec {PQ}}\|}{\|{\vec {u}}\|}}}

### Demostració
Si {\displaystyle \,\alpha } és l'angle entre els vectors {\displaystyle {\vec {PQ}}} i {\displaystyle {\vec {u}}}, la distància entre el punt {\displaystyle \,P} i la recta és:

{\displaystyle d(P,r)=\|{\vec {PQ}}\|\cdot \sin \alpha }

Per altra banda, per la interpretació geomètrica del producte vectorial, tenim que:

{\displaystyle \|{\vec {u}}\times {\vec {PQ}}\|=\|{\vec {u}}\|\cdot \|{\vec {PQ}}\|\cdot \sin \alpha =\|{\vec {u}}\|\cdot d(P,r)}

Així doncs, barrejant les dues equacions arribem a la fórmula inicial.

### Exemple
Suposem que tenim la recta {\displaystyle r:{\frac {x-2}{1}}={\frac {y-3}{2}}={\frac {z+1}{1}}}; llavors el vector és {\displaystyle {\vec {u}}=(1,2,1)} i el punt que hi pertany és {\displaystyle \,Q=(2,3,-1)}. Si volem trobar la distància d'aquesta recta al punt {\displaystyle \,P=(1,2,3)}, hem de seguir el següent procediment. Primer de tot, cal trobar el producte vectorial entre el vector {\displaystyle {\vec {PQ}}} i {\displaystyle {\vec {u}}}, i llavors el seu mòdul:

{\displaystyle {\vec {u}}\times {\vec {PQ}}=(1,2,1)\times (-1,-1,4)=(9,-5,1)\rightarrow \|{\vec {u}}\times {\vec {PQ}}\|={\sqrt {107}}}

A més a més, el mòdul del vector director de la recta és {\displaystyle \|{\vec {u}}\|={\sqrt {6}}}. En resum, la distància entre el punt i la recta és:

{\displaystyle d(P,r)={\sqrt {\frac {107}{6}}}}